# Kebojongan
Kebojongan is een bestuurslaag in het regentschap Pemalang van de provincie Midden-Java, Indonesië. Kebojongan telt 4881 inwoners (volkstelling 2010).